# Подолковский сельский совет (Липоводолинский район)
Подолковский сельский совет (укр. Поділківська сільська рада) — входит в состав
Липоводолинского района
Сумской области
Украины.
Административный центр сельского совета находится в 
с. Подолки
.

## Населённые пункты совета
- с. Подолки
- с. Великая Лука
- с. Весёлая Долина
- с. Коломийцева Долина
- с. Потопиха